# Manfred Kielnhofer

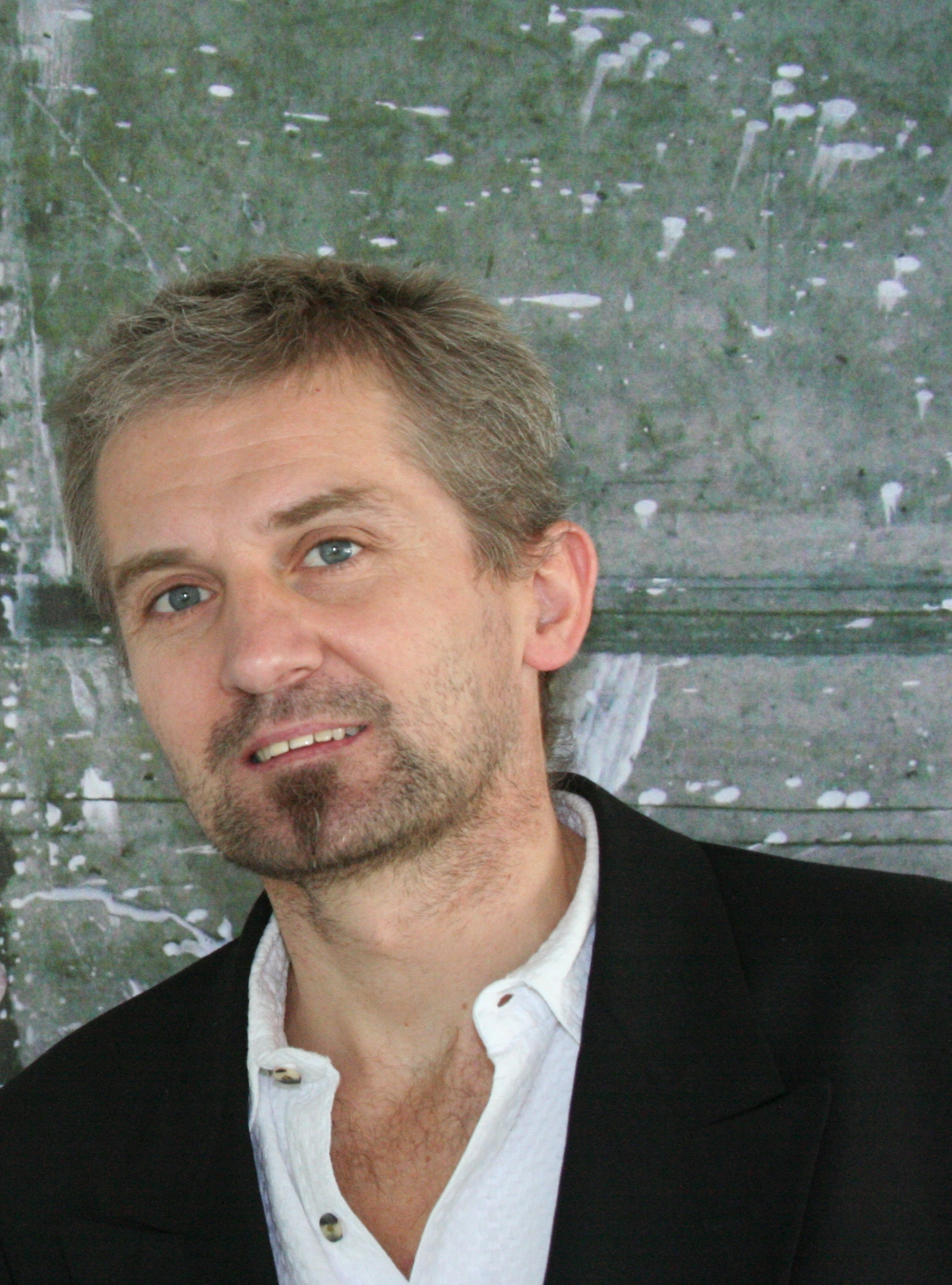
Manfred Kielnhofer (2006)

Die „Wächter der Zeit“ vor dem Französischen Dom am Berliner Gendarmenmarkt während des Festival of Lights 2011

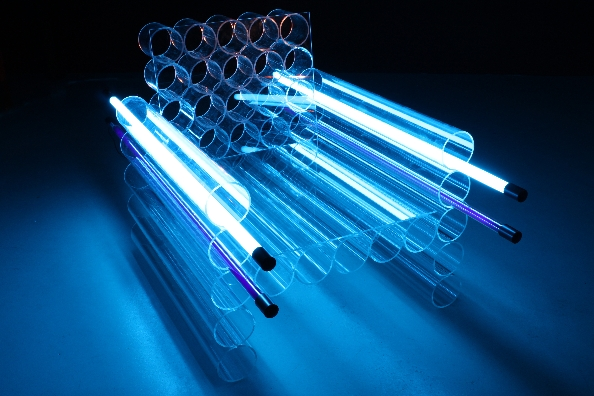
„Interlux-Chair“, Lichtkunst-Objekt, gezeigt bei der Biennale für Lichtkunst Austria 2010

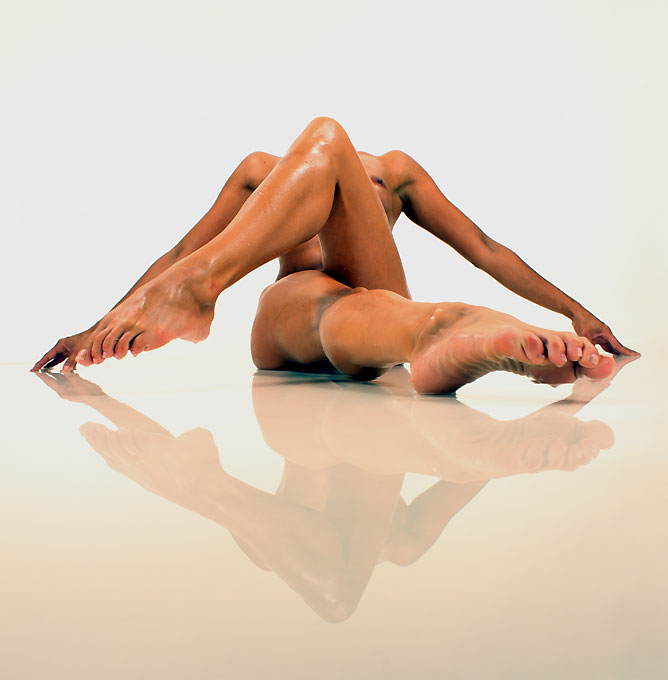
Kielnhofer als Fotograf: Wasserreflexionen, 2009

Manfred Kielnhofer (* 28. Jänner 1967 in Haslach an der Mühl) ist ein österreichischer Maler, Bildhauer, Designer und Fotograf. Aufgrund seiner antisemitischen Äußerungen im Zusammenhang mit der geplanten Impfpflicht zur Eindämmung der COVID-19-Pandemie wurden zahlreiche seiner Kunstwerke aus dem öffentlichen Raum entfernt.

## Leben
Manfred Kielnhofer absolvierte 1989 den Werkmeister Betriebstechnik und besuchte anschließend die Höhere Technische Bundeslehranstalt Linz, wo er 1995 maturierte. Die Beschäftigung mit Technik, Design und Kunst am Bau führte ihn zur eigenen künstlerischen Tätigkeit. Seit 2000 ist er als freischaffender Künstler in Linz an der Donau tätig. 2005 gründete er die Galerie Artpark. Seit 2005 ist Kielnhofer Mitglied der Bildrecht, seit 2012 Mitglied beim International Sculpture Center NJ und Mitglied der Berufsvereinigung der bildenden Künstler Österreichs.

## Werk
Im Jahr 2006 entstand die erste Statue Wächter der Zeit aus einer gestärkten alten Decke in der Galerie Artpark in Linz. Es folgten später weitere Wächter in mehreren unterschiedlichen Materialien.
2009 schuf Kielnhofer eine Serie von neuartigen Aktfotografien. Dazu fertigte er in seinem Fotostudio eigens eine Wasserwanne an, die es ihm ermöglicht, die Modelle zusammen mit ihren Spiegelungen im Wasser zu fotografieren. Eine Fotografie erschien als Titelseite in der New Yorker Print-Ausgabe EYES IN und weitere Fotos wurden in der Kronen Zeitung veröffentlicht.
Im Jahr 2010 entwickelte er gemeinsam mit Martina Schettina das Konzept zur ersten österreichischen Lichtkunstbiennale. Der Interlux-Chair, Kielnhofers Beitrag zur Lichtkunst-Biennale, wurde in die Design-Datenbank des MAK in Wien aufgenommen.
Im Jahr 2020 wurden von der Stadt Steyr drei sitzende Riesen mit je 220 cm Höhe mit goldener Lackierung angekauft und am Stadtplatz in Steyr ausgestellt.

## Kritik

### Plagiatsverdacht
Zumindest seit 2020 stehen Kielnhofers Wächter der Zeit im Verdacht, Plagiate von Skulpturen anderer Künstler zu sein. Demnach wurde von der tschechischen Bildhauerin Anna Chromy, der Kielnhofer 2007 in einem Marmorstudio in Italien begegnete, erstmals 1992 der Mantel des Gewissens geschaffen. Ein solcher steht seit 1998 in einer Nische des Salzburger Doms am Kapitelplatz. Chromys Skulpturen wurden in den folgenden Jahren weltweit aufgestellt. Kielnhofer streitet Ähnlichkeiten mit Chromys Skulpturen nicht ab und verweist darauf, dass es mehrere Künstler gebe, die solche „gesichtslosen Skulpturen“ schufen.

### Antisemitische Äußerungen
Kielnhofer, der sich selbst auch als „Piratenkünstler“ und als „Guerillakünstler“ bezeichnet, fiel in der Vergangenheit dadurch auf, seine Kunstwerke teils ohne Genehmigung bei Umweltbewegungen und Ausstellungen zu präsentieren. 2012 und 2017 stellte Kielnhofer seine Guardians teils ohne Erlaubnis an verschiedenen Documenta-Standorten in Kassel auf; die Ausstellungsmacher zeigten ihm die kalte Schulter und ließen die Statuen mehrmals entfernen.
Die Anschaffung von drei Statuen der Serie „Wächter der Zeit“ durch den Kulturstadtrat der Stadt Steyr sorgte im Sommer 2020 ebenfalls für viel Kritik aus der Kunstszene. Die Statuen führten letztendlich zum Rücktritt der Stadtkulturbeirätin und Galeristin Frieda Pohlhammer, die gegen den Ankauf von künstlerischer „Stangenware“ protestierte, da die Statuen ebenfalls in diversen Online-Handelshäusern angeboten werden. Die Form der Statuen erinnere an diverse popkulturelle Darstellungen und somit sei der künstlerische Wert zweifelhaft. Die Inhaberin der Porzellanmanufaktur Neuzeughammer Keramik Beate Seckauer wunderte sich über die intransparente Auswahl der vermeintlichen Kunstankäufe und forderte als Obfrau des Stadtkulturbeirates der Stadt Steyr mehr Mitsprache ihres Gremiums, was die kulturellen Angelegenheiten im Allgemeinen und die Kunst im Öffentlichen Raum im Besonderen betrifft. Die Statuen bezeichnete sie als „Sondermüll“.
Die „Wächter der Zeit“ in Steyr wurden im Jänner 2022 im Auftrag des Bürgermeisters entfernt, nachdem sich der Künstler auf Instagram antisemitisch geäußert hatte. Unmittelbar nach dem Bekanntwerden der antisemitischen Postings via Social Media wurde auch seitens der Städte Linz und Scheibbs erklärt, dass diese die Figuren entfernen würden. „Sprachlos und schockiert angesichts der perfiden Geschmacklosigkeit dieser Verschwörungstheorie“ zeigte sich der Direktor der Kultur GmbH des Landes Oberösterreich, Alfred Weidinger, gegenüber den Oberösterreichischen Nachrichten. „Die Geisteshaltung des Autors dieser Illustration stellt eine Bedrohung aller demokratischen, humanen und solidarischen Werte in unserem Land dar. Auch künstlerische Freiheit ist nicht grenzenlos.“ In einem offenen Brief behauptet der Künstler, Opfer eines Hackerangriffs gewesen zu sein, bestätigte aber, einen Post mit jüdischem Bezug und impfkritischen Inhalt veröffentlicht zu haben. Auf der Burgruine Waxenberg wurden die Figuren ebenfalls entfernt, und der Verein Waxenberg Aktiv distanzierte sich „von den Postings und Handlungen“.
Auch in der brandenburgischen Stadt Oranienburg sowie in Millstatt, Spittal und Weitra wurden Kielnhofers Figuren nach dessen antisemitischen Äußerungen entfernt.

## Ausstellungen
- 2006/07: Galerie Artpark Linz – Skulpturengarten
- 2008: Symposium of sculpture on wood in Italia Ossana, Kunstgarten Graz; Kunst am Bau: Dianabad Wien
- 2010: Biennale für Lichtkunst Austria 2010
- 2011: Festival of Lights Berlin
- 2012: Skulpturensymposium Steiermark, Hartberg „Slow“, Occupy Kassel, Festival of Lights Berlin
- 2013: Österreichische Skulpturen der Gegenwart Schloss Tabor, Festival of Lights Berlin
- 2014: Kunst in der Fabrik II im GIZ Rosegg, Art Stays Festival Ptuj Slovenia, Festival of Lights Berlin
- 2015: TRIO Biennial Three-dimensional Rio de Janeiro Biennial, ArtPrize Grand Rapids, Michigan USA
- 2016: Festival of Lights Berlin, Light festival Kolding Denmark
- 2017: Spotlight Festival Bucharest RO, Muralharbor Linz A, Museum Modern Art Hünfeld, Swell Sculpture Festival Gold Coast AUS, Festival of Lights Berlin

## Veröffentlichungen
- 2006: Manfred Kielnhofer. Ausstellungskatalog Artpark Digitaldruck Linz, Galerie ARTpark Lenaupark City Linz.
- 2007: Timeguards Ausstellungskatalog Digitaldruck Linz, Galerie ARTpark Lenaupark City Linz.
- 2009: Cass Sculpture Fondation (UK) Manfred Kielnhofer's Timeguards, the Foundation's newest arrivals